# طوطیان آفریقایی
طوطیان آفریقایی (به لاتین: Psittacinae) یک زیرخانواده از طوطی‌های آفریقای گرمسیری یا طوطی‌های جهان قدیم و بومی جنوب صحرای آفریقا است که شامل دوازده گونه و دو سردهٔ موجود است. در میان گونه‌ها، طوطی خاکستری یا کاسکو گونهٔ نمادین است.
سردهٔ طوطی‌های بال‌دراز معمولاً پرندگان سبزرنگ با سرهای رنگین هستند. سردهٔ Psittacus طوطی‌های بزرگتر خاکستری روشن با دم سرخ هستند.
این زیرخانواده، همراه با زیرخانواده خواهریش طوطی نوگرمسیری از طوطیان نوگرمسیری، خانوادهٔ طوطیان راستین را تشکیل می‌دهند که یکی از سه خانواده طوطی‌های راستین است.